# Vagina artificiale

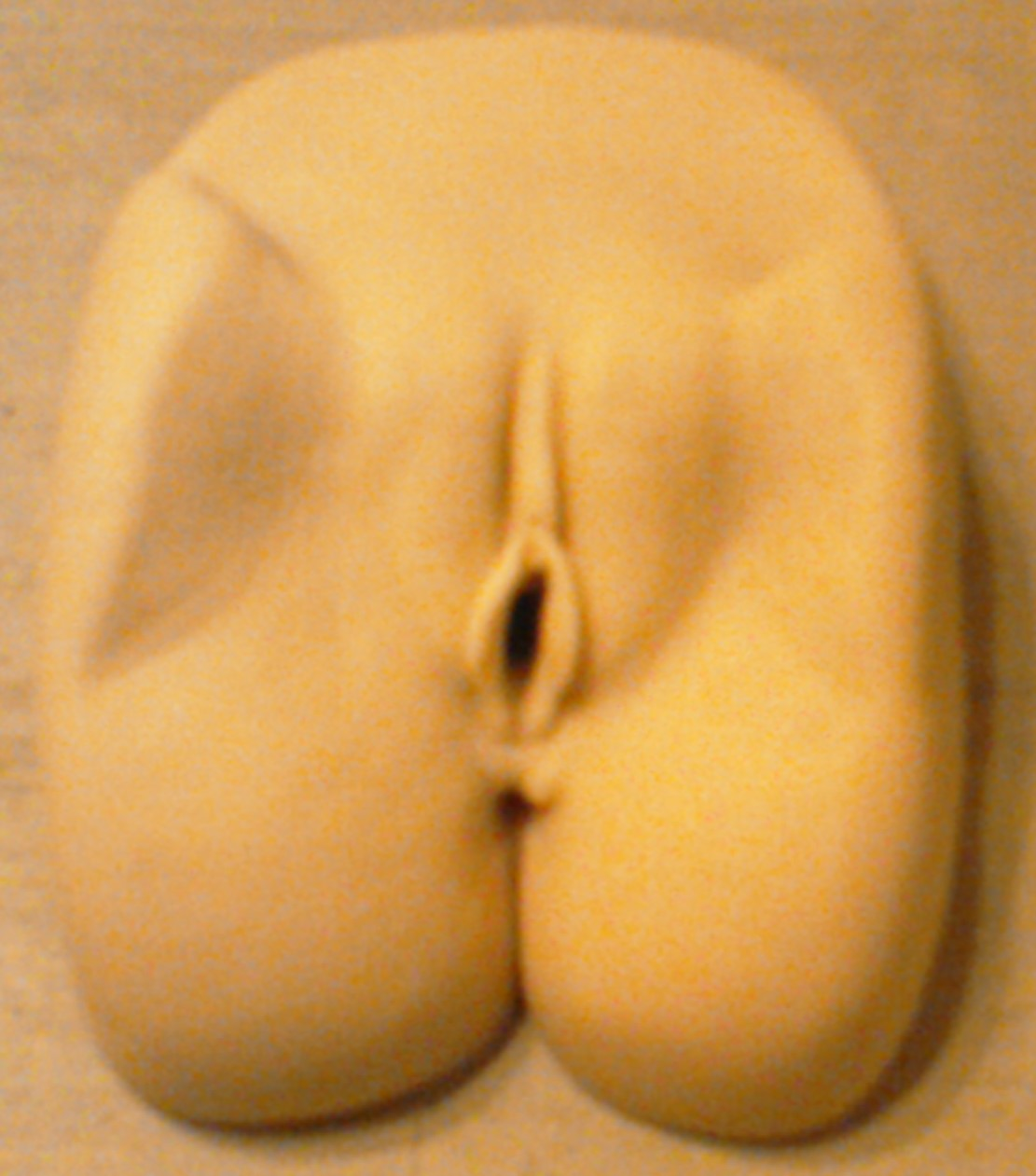
Vagina artificiale realistica, completa di vulva e ano.

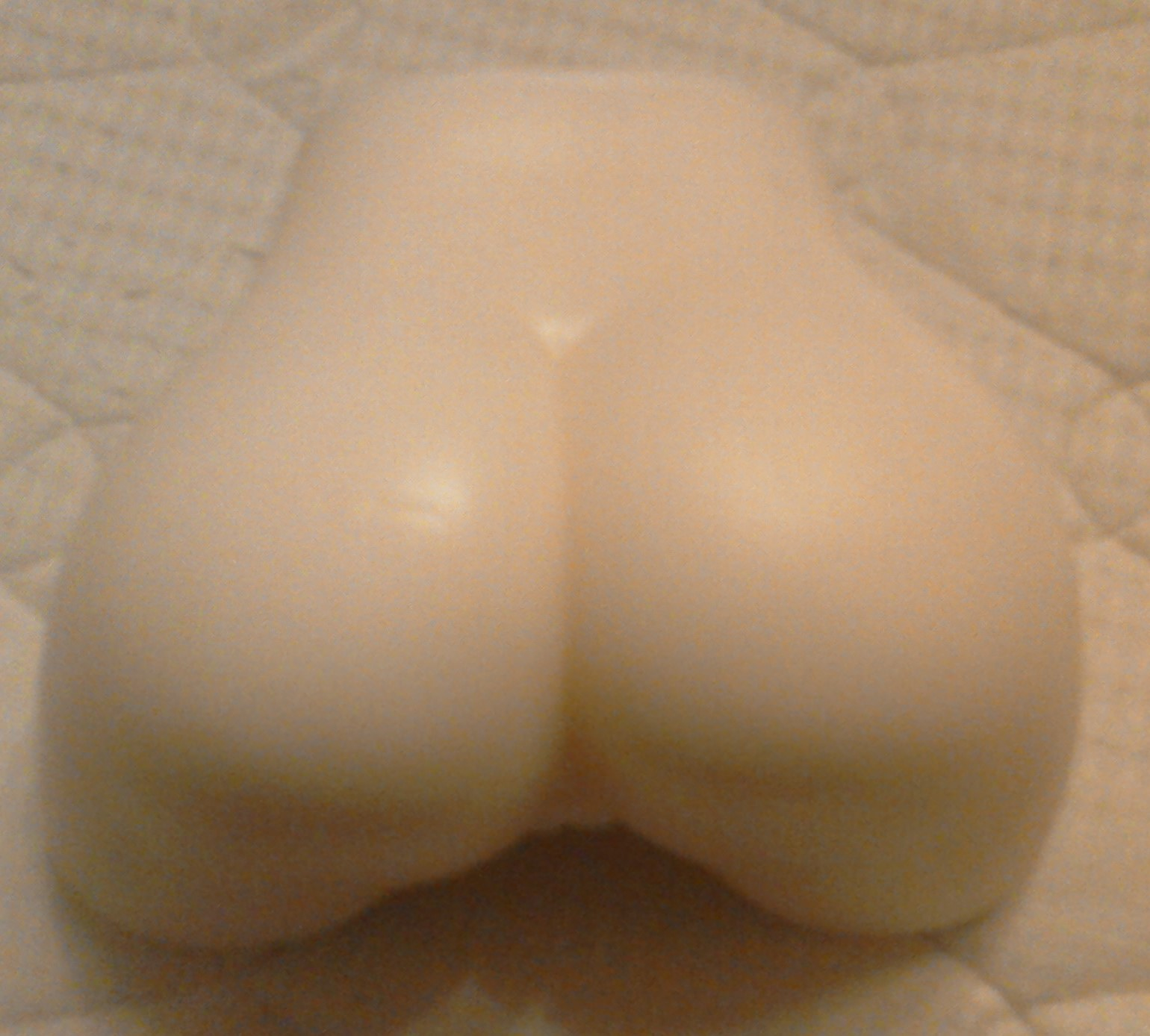
Vagina artificiale realistica, rovesciata dalla posizione delle natiche.

Una vagina artificiale è un dispositivo analogo all'organo sessuale femminile, previo inserimento del pene in erezione, che permette il raggiungimento dell'orgasmo. È realizzato in due versioni, una per uso veterinario, impiegata per l'inseminazione artificiale, l'altra costituente un giocattolo sessuale.

## Uso veterinario

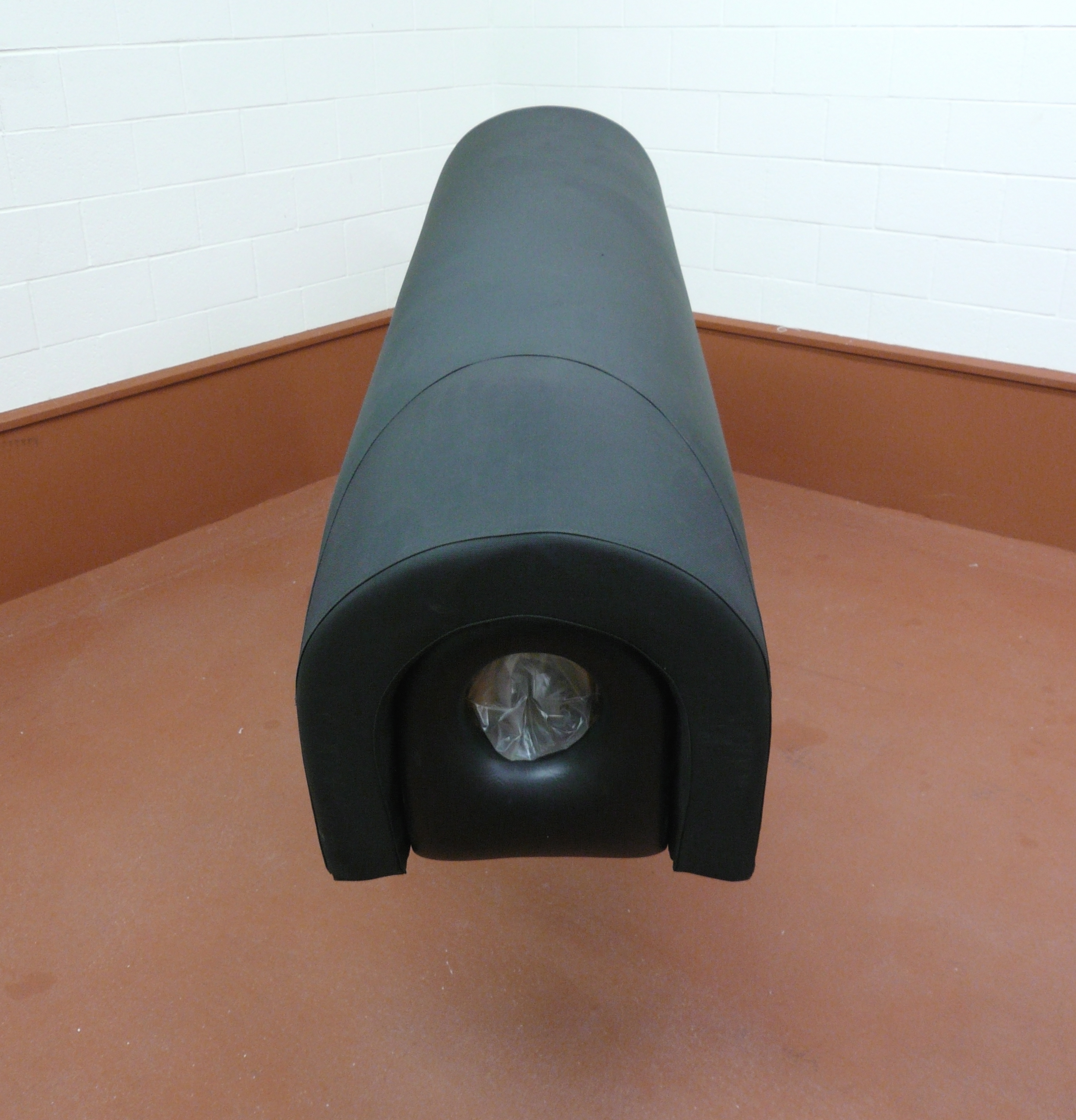
Cavalletto per la monta dei cavalli con vagina incorporata usato nel prelievo del seme da destinare all'inseminazione artificiale

Sono impiegate in aziende agricole nei programmi di inseminazione artificiale e nei centri di raccolta di sperma animale e le sue applicazioni. Per questo uso, la vagina è realizzata tenendo conto delle caratteristiche anatomiche dell'animale.
Gli apparecchi di raccolta possono avere aspetto diverso, in genere sono costituiti da un tubo interno sterile e un guscio esterno rigido. Per ottenere i risultati migliori, il tubo interno può contenere acqua calda, in modo da simulare la temperatura corporea naturale. Un filtro separa il seme dall'acqua.

## Uso umano

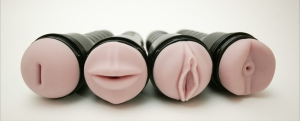
Vagine artificiali commercializzate con il marchio Fleshlight

Può essere progettata per la ricerca medica oppure come usata dall'uomo per la masturbazione come giocattolo sessuale. È solitamente in gomma o materiale morbido (lattice o silicone) e viene usata penetrandola con il pene in erezione, simulando un rapporto sessuale, fino al raggiungimento dell'orgasmo ed eiaculazione. 
Solitamente vengono usati lubrificanti per ridurre l'attrito tra il pene e le pareti interne della vagina artificiale.

## Tipi

### Realistico
Questo tipo è modellato sul reale aspetto dei genitali femminili. A scopo di marketing alcuni produttori la progettano come esatta replica della vulva di qualche famosa attrice pornografica. La somiglianza con la fisiologia naturale dell'organo sessuale femminile è molto marcata, vengono simulati ossa del pube, peli pubici, monte di Venere, grandi labbra, anche le pareti interne sono dotate di varie nervature, pieghe naturali, creste, imene, per fornire la sensazione di massimo piacere. Alcuni modelli replicanti l'intero bacino della donna, comprendono natiche e ano, permettendo di simulare anche il rapporto anale.  
In Giappone, le onacups sono popolari vagine artificiali monouso con lubrificante già incorporato.

### A vibrazione
Sono vagine artificiali simili alle precedenti, con aggiunta di un dispositivo vibrante, solitamente un bulbo vibrante con funzioni di movimento varie, inseribile in una cavità prevista e facilmente rimovibile. Normalmente sono dotati di un telecomando a filo.

## Materiali
I modelli più semplici hanno l'aspetto di un manicotto in plastica con l'apertura per l'introduzione del pene sagomata a vulva, i materiali impiegati sono morbidi e cedevoli (per esempio, in silicone o lattice). I modelli più realistici impiegano polimeri termoplastici a memoria di forma, i quali, composti in una struttura a strati differenziati, permettono di imitare al massimo la pelle naturale.